# Nedomice
Nedomice is een Tsjechische gemeente in de regio Midden-Bohemen, en maakt deel uit van het district Mělník.
Nedomice telt 289 inwoners.
Býkev ·
Byšice ·
Cítov ·
Čakovičky ·
Čečelice ·
Dobřeň ·
Dolany nad Vltavou ·
Dolní Beřkovice ·
Dolní Zimoř ·
Dřínov ·
Horní Počaply ·
Hořín ·
Hostín u Vojkovic ·
Hostín ·
Chlumín ·
Chorušice ·
Chvatěruby ·
Jeviněves ·
Kadlín ·
Kanina ·
Kly ·
Kojetice ·
Kokořín ·
Kostelec nad Labem ·
Kozomín ·
Kralupy nad Vltavou ·
Ledčice ·
Lhotka ·
Liběchov ·
Libiš ·
Liblice ·
Lobeč ·
Lužec nad Vltavou ·
Malý Újezd ·
Medonosy ·
Mělnické Vtelno ·
Mělník ·
Mšeno ·
Nebužely ·
Nedomice ·
Nelahozeves ·
Neratovice ·
Nosálov ·
Nová Ves ·
Obříství ·
Olovnice ·
Ovčáry ·
Postřižín ·
Řepín ·
Spomyšl ·
Stránka ·
Střemy ·
Tišice ·
Tuhaň ·
Tupadly ·
Újezdec ·
Úžice ·
Velký Borek ·
Veltrusy ·
Vidim ·
Vojkovice ·
Vraňany ·
Všestudy ·
Všetaty ·
Vysoká ·
Zálezlice ·
Zlončice ·
Zlosyň ·
Želízy